# Helen M. Groger-Wurm
Helen Groger-Wurm, nombre de nacimiento Helene Gröger (1921-2005), fue una etnóloga, antropóloga y lingüista austríaca-australiana. Después de obtener un doctorado. Licenciada en la Universidad de Viena en 1946, se casó con el lingüista de origen húngaro Stefan Wurm . En 1954 la pareja se mudó a Australia donde obtuvieron la ciudadanía australiana. Llevaron a cabo investigaciones de campo en Nueva Guinea y en el norte de Australia. Desde 1962 hasta 1974, Groger-Wurm fue investigadora (también cofundadora) en el Instituto Australiano de Estudios Aborígenes, y al mismo tiempo impartió conferencias sobre el modo de vida aborigen en la Universidad Nacional de Australia . Luego comenzó a trabajar como bibliotecaria en la Biblioteca Nacional de Australia hasta su jubilación en 1982. Se la recuerda en particular por su trabajo relacionado con la pintura de corteza aborigen .  

## Primeros años y educación
Nacida el 21 de febrero de 1921 en Viena, Austria, Helene Gröger era hija del empleado bancario Wilhelm Emanuel Gröger y su esposa Antonia, de soltera Vecera. Después de completar sus estudios secundarios, a partir de 1940 estudió etnología combinada con lenguas africanas y egiptología en la Universidad de Viena. En 1946, obtuvo un doctorado. con una disertación titulada Die Musikinstrumente im Kult der Afrikaner (Los instrumentos musicales en la cultura africana). 
En mayo de 1946, se casó con el lingüista húngaro Stefan Wurm y lo acompañó a Londres, donde realizó un curso de posgrado en antropología social con Raymond Firth en la London School of Economics . 

## Carrera
En 1954, la pareja emigró a Australia, donde Stefan había sido invitado a enseñar en la Universidad de Sydney . En 1955 y 1956, junto con su marido, realizó visitas antropológicas a los pueblos originarios de Nueva Gales del Sur y el sur de Queensland, registrando sus lenguas indígenas.  Helen trabajó allí como asistente administrativa hasta 1956, cuando se mudó con su esposo a Canberra, ya que él había trabajado como investigador principal en el departamento de antropología y sociología. En diciembre de 1957 ambos obtuvieron la ciudadanía australiana.   Llevaron a cabo una investigación de campo en Nueva Guinea en 1958.  En 1961, Groger-Wurm y su marido estuvieron entre los fundadores del Instituto Australiano de Estudios Aborígenes. De 1965 a 1974 trabajó en el instituto, recopilando colecciones de varios grupos étnicos mientras acompañaba a su marido en excursiones y realizaba frecuentes visitas al norte de Australia.  Trabajando para el Instituto Australiano de Anatomía, catalogó sistemáticamente los elementos que había recopilado.  En 1973, publicó Pinturas de corteza de los aborígenes australianos y su interpretación mitológica basadas en el arte sagrado de la Tierra Oriental de Arnhem . Mientras que su marido estaba interesado principalmente en las lenguas de los pueblos indígenas que visitaban, Groger-Wurm documentó los aspectos materiales de su desarrollo y cultura. Cada año pasaba unos cuatro meses en excursiones y dedicaba el resto de su tiempo a dar conferencias sobre la cultura aborigen, en particular impartiendo cursos nocturnos en el Departamento de Educación de Adultos de la Universidad Nacional de Australia. Hasta su jubilación en 1982, trabajó como bibliotecaria en la Biblioteca Nacional de Australia en Canberra. Helen Groger-Wurm murió el 18 de septiembre de 2005 en Canberra. Hoy en día se la recuerda como una importante contribuyente a nuestra comprensión de la cultura material de los aborígenes australianos. 